# Atlantea seitzi
Atlantea seitzi är en fjärilsart som beskrevs av Johannes Karl Max Röber 1914. Atlantea seitzi ingår i släktet Atlantea och familjen praktfjärilar. Inga underarter finns listade i Catalogue of Life.